# グルカン-1,4-α-マルトヘキサオヒドロラーゼ
グルカン-1,4-α-マルトヘキサオヒドロラーゼ(Glucan 1,4-alpha-maltohexaosidase、EC 3.2.1.98)は、4-α-D-グルカン マルトヘキサオヒドロラーゼという系統名を持つ酵素であり、以下の化学反応を触媒する。
デンプン性多糖の(1->4)-α-D-グルコシド結合を加水分解し、鎖の非還元末端から連続するマルトヘキサオース単位を除去する。
生成物は、α型の配位である。